# Paul Spike
Pour les articles homonymes, voir Spike.
Paul Spike, né le 3 août 1947 à Newark en Ohio aux États-Unis, est un écrivain, un rédacteur en chef et un journaliste américain, auteur de roman policier.

## Biographie
Il fait des études à l'université Columbia d'où il sort diplômé en 1970. En 1982, il est professeur de créativité littéraire à l'université du Texas à El Paso.
En 1968, il commence à écrire des articles dans plusieurs publications, notamment The Village Voice, Penthouse et l'International Herald Tribune.
En 1971, il publie un recueil de nouvelles intitulé Bad News, « un livre beau et inquiétant », selon William S. Burroughs. En 1973, il fait paraître une autobiographie Photographs of My Father sur l’assassinat en 1966 de son père Robert W. Spike, chef de file du mouvement des droits civiques. En 1976, il écrit sous le pseudonyme de Ralph Hoover la novélisation du scénario du film Jabberwocky de Terry Gilliam, inspiré du poème éponyme de Lewis Carroll.
En 1978, il publie son premier roman The Night Letter, suivi en 1980 de Les Aztèques sont toujours là… (Last Rites). Pour Claude Mesplède et Jean-Jacques Schleret, « ce dernier ouvrage est excellent et nous livre quelques clés sur la civilisation américaine qu'on croit toujours connaître mais qui souvent est multiforme ».
Il a été marié avec la journaliste anglaise Alexandra Shulman avant d'épouser la journaliste et écrivaine américaine Maureen Freely (en).

## Œuvre

### Romans
- The Night Letter (1978)
- Last Rites (1980) Publié en français sous le titre Les Aztèques sont toujours là…, traduit par Michel Deutsch, Paris, Galiimard, Série noire no 1890, 1982  (ISBN 2-07-048890-X)

### Recueil de nouvelles
- Bad News (1971)

### Autobiographie
- Photographs of My Father (1973)

### Novélisation signée Ralph Hoover
- Jabberwocky (1976)

## Sources
- Claude Mesplède, Les Années Série noire vol.5 (1982-1995), Encrage « Travaux » no 36, 2000
- Claude Mesplède et Jean-Jacques Schleret, SN Voyage au bout de la Noire (additif mise à jour 1982-1985) p. 137, Futuropolis, 1985